# Jacob Artist
Jacob Arthur Artist (nasceu em 17 de outubro de 1992) é um ator americano, cantor e dançarino. Conhecido por atuar como Jake Puckerman no seriado da Fox, Glee. Ele dança desde criança ele foi aceito na Juilliard (uma escola privada que se concentra em dança, teatro e música)para dançar, porém ele se recusou a prosseguir a sua carreira de ator. Ele se juntou ao elenco da Fox na série Glee. na quarta temporada como Jake Puckerman, meio-irmão do personagem Noah "Puck" Puckerman.

## Biografia
Jacob Arthur Artist nasceu em Buffalo, Nova York, filho de Darrell e Judith Artist, e cresceu em Williamsville, Nova York.v Seu pai é afro-americano, enquanto sua mãe é descendente de poloneses.
Em 2010, Artist se formou na Williamsville South High School um semestre antes, e foi aceito na Juilliard School para dança. No entanto, ele recusou Juilliard para seguir a carreira de ator.

### Carreira
Após a formatura do ensino médio, Artist mudou-se para Los Angeles, onde apareceu em um episódio de Bucket & Skinner's Epic Adventures e no filme para televisão Blue Lagoon: The Awakening. Em julho de 2012, ele foi escalado para a série musical de comédia dramática da Fox, Glee, como Jake Puckerman , o meio-irmão mais novo de Noah "Puck" Puckerman. Ele começou a aparecer na estreia da quarta temporada e foi promovido para o elenco principal na quinta temporada. No final da série em 2015, ele participou de 36 episódios..
Em 2015, Artist se juntou à série de drama e suspense da ABC, Quantico, interpretando o papel de Brandon Fletcher, um recruta do FBI na academia de treinamento em Quantico, Virgínia.. Apareceu como convidado estrelando como Todd Connors no nono episódio da série de antologia de terror FX American Horror Story: Roanoke. Ele então estrelou ao lado de John Cusack e Ellar Coltrane no filme de suspense Blood Money.

## Filmografia

### Cinema
| Ano  | Título                     | Papel  | Notas          |
| ---- | -------------------------- | ------ | -------------- |
| 2013 | After the Dark             | Parker |                |
| 2014 | White Bird in a Blizzard   | Oliver |                |
| 2015 | Here and Now               | Cowboy | Curta-metragem |
| 2017 | Blood Money                | Jeff   |                |
| 2018 | Haunting on Fraternity Row | Jason  |                |
| 2020 | The Get Together           | Damien |                |

### Televisão
| Ano       | Título                             | Papel              | Notas                                 |
| --------- | ---------------------------------- | ------------------ | ------------------------------------- |
| 2011      | Bucket & Skinner's Epic Adventures | Jimmy              | Episódio: "Epic Babysitters"          |
| 2012      | How to Rock                        | Dean               | 2 episódios                           |
| 2012      | Blue Lagoon: The Awakening         | Stephen Sullivan   | Filme para TV                         |
| 2012      | Melissa and Joey                   | Cameron            | Episódio: "Wherefore Art Thou Lennox" |
| 2012-2015 | Glee                               | Jake Puckerman     | 43 episódios                          |
| 2015-2016 | Quantico                           | Brandon Fletcher   | 14 episódios                          |
| 2016      | American Horror Story: Roanoke     | Todd Allan Connors | Episódio: "Chapter 9"                 |
| 2018      | The Arrangement                    | Wes Blaker         | 6 episódios                           |
| 2019      | Now Apocalypse                     | Isaac              | 4 episódios                           |